# تصنيف كيميائي

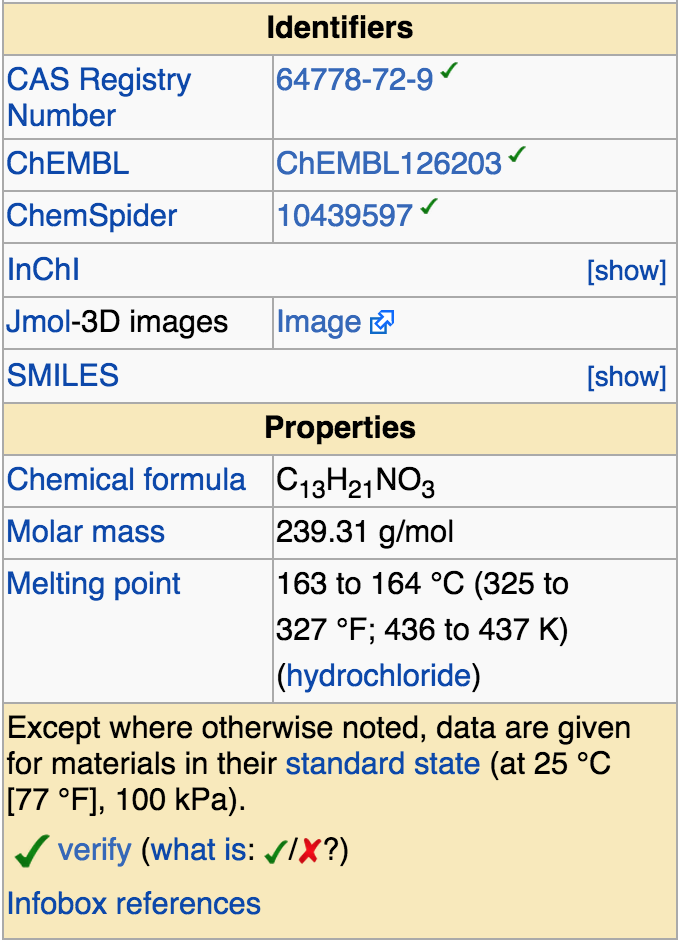
جزء من صندوق المعلومات الخاص بإيزوبروسكالين، يعرض معلومات التحقق الخاصة بـ CAS، وما إلى ذلك

تصنيف العناصر الكيميائية والمركبات يكون طبقا للخواص الكيميائية والبنائية. الخواص البنائية ذات أهمية كبيرة, ولكن الخواص الكيميائية تعتمد لدرجة معينة على نوع التفاعل الكيميائي الذي تنتج منه الخاصية.
بعض الأنظمة يحدث فيها خلط لبعض المستويات، مما يترتب عليه حدوث تراتب أو هرمية حيث يحدث بعض التشويش للمستقبلات، فمثلا الحصول على نظام بنائي ووظيفي ينتهى في نفس المستوى. بينما الفاعلية الكيميائية تعتمد بشدة على البناء الكيميائي، ويصبح الموقف أكثر تداخلا، فمثلا: يحدث تداخل في الوظيفة العقاقيرية نظراً لأن QSAR لا يمكن حسابها عادة من الأشكال البنائية.

## التصنيف الفيزي-كيميائي
- بواسطة الوزن الجزيئي
- بواسطة شحنة الإلكترون: ما إذا كان سالب, أو موجب, أو له شحنة جزئية.
  - شحنة بنائية، حالة التأكسد
- الذوبانية
- قيمة pH

## التصنيف البنائي
غالبا ما يكون خلط بين أحد الثنائيات القادمة:
- الجذور الحرة، غير الجذور حرة.
- حلقي مقابل خطي.
- نوع الرابطة الرئيسية: الرابطة الأيونية في الأملاح مقابل الرابطة التساهمية.
- المركبات العضوية مقابل المركبات غير العضوية (اعتمادا على ما إذا كان الكربون في المركب الأساسي أم لا).
- (في الكيمياء العضوية)
  - أليفاتي مقابل أروماتي.

## الفاعلية

### الفاعلية الكيميائية
- بواسطة المجموعات الفعالة

### الفاعلية الدوائية\ الحيوية
وتصلح غالبا للجزيئات الحيوية الكبيرة (على الأقل جزء من المتفاعلات), وبالتحديد الإنزيمات, اعتمادا على مستبدلاتها من الأحماض الأمينية.
- ليجند مقابل مستقبل، مساعد إنزيم.
- رقم EC
- رقم TC

شاهد أيضا:  نشاط حيوي

## أنظمة مختلطة
علم موجودات الجينات

## وصلات خارجية
- الموجودات الكيميائية في الإهتمامت الحيوية